# Дергайково (Московская область)
Дергайково — деревня в Костровском сельском поселении Истринского района Московской области. Население — 47 чел. (2016), в деревне 1 улица, зарегистрировано 2 садовых товарищества.
Находится примерно в 12 км на юго-запад от Истры, на левом берегу реки Малой Истры, высота над уровнем моря 182 м. Ближайшие деревни — Леоново и Новосёлово.

## Население
| 1852 | 1859 | 1890 | 1899 | 1926 | 2002 | 2006 |
| ---- | ---- | ---- | ---- | ---- | ---- | ---- |
| 54   | ↘53  | ↗78  | ↗88  | ↗99  | ↘18  | ↗25  |
| 2010 | 2016 |      |      |      |      |      |
| ↗42  | ↗47  |      |      |      |      |      |